# Sigismund của Thánh chế La Mã
Sigismund của Luxemburg (14 tháng 2, 1368 - 9 tháng 12, 1437) (tiếng Đức: Siegmund von Luxemburg) là tuyển hầu tước của công quốc Brandenburg từ 1378 cho đến 1388 và từ 1411 cho đến 1415, quân vương có thời gian trị vì lâu dài nhất trong các vua Hungary và Croatia, 50 năm (1387-1437). Ông cũng là vua của Bohemia từ năm 1419, Vua của Ý từ năm 1431, và hoàng đế của Đế quốc La Mã Thần thánh trong bốn năm từ 1433 cho đến 1437. Sigismund là một trong những động lực đằng sau công đồng Constance mà chấm dứt Ly giáo Tây phương, nhưng dẫn tới việc đàn áp những người ly giáo, gây ra cuộc chiến tranh Hussite - một cuộc chiến kéo dài trong suốt những năm cuối triều đại ông.

## Tiểu sử
Sinh ra ở Praha, Sigismund là con trai của Karl IV của Thánh chế La Mã và người vợ thứ tư Elizabeth xứ Pomerania (cháu ngoại nhà vua Kazimierz III của Ba Lan). Năm 1374 ông hứa hôn với Mary của Hungary, con gái lớn của vua Lajos I của Hungary và Ba Lan. Sigismund trở thành Công tước Brandenburg sau khi vua cha qua đời năm 1378. Ông cũng làm Vua xứ Lombardia từ năm 1431, và vua La Mã Đức từ năm 1411.